# Гадюка (рід)
Гадю́ка (Vipera) — рід отруйних змій з родини Гадюкові. Має 21 вид. Етимологія: лат. vīpera походить від лат. vivus і лат. pario, що можна перекласти як «живородячий». Українська назва походить з індоєвропейського *gēdh-, *gōdh- «щось огидне, бридке».

## Опис
Середніх й великих розмірів змії з відносно товстим тулубом та великою, досить широкою головою, різко відмежованою шийним перехопленням. Хвіст короткий. Зіниці вертикальні. Голова вкрита дрібною лускою, але у низки видів відокремлюються великі лобові та тім'яні щитки. Передлобні й міжносові щитки не розвинені. Носовий щиток відділений від міжщелепного носощелепними щитками.
Луска тулуба сільноребріста. Має рухливі верхньощелепні кістки, які озброєні великими трубчастими отруйними зубами. Верхньощелепна кістка коротка, без глибокої виїмки на передньоверхньому краї. З передлобної кісткою вона зчленована переднім кінцем. На піднебінних щитках, крилоподібні й зубні кістки мають дрібні зуби.

## Спосіб життя
Полюбляють степи, напівпустелі, кам'янисті місцини, низини й передгір'я. Живляться ящірками та гризунами, а також іншими зміями. Усі гадюки отруйні. Отрута гемолітичної дії (впливає на кров й кровотворні органи).
Це яйцеживородні та живородні змії.

## Поширення
Мешкають у північній Африці, Європі та Азії.

## Види
- Vipera altaica
- Vipera ammodytes
- Vipera anatolica
- Vipera aspis
- Vipera berus
- Vipera darevskii
- Vipera dinniki
- Vipera eriwanensis
- Vipera graeca
- Vipera kaznakovi
- Vipera latastei
- Vipera lotievi
- Vipera monticola
- Vipera nikolskii
- Vipera orlovi
- Vipera renardi
- Vipera sakoi
- Vipera seoanei
- Vipera transcaucasiana
- Vipera ursinii
- Vipera walser